# Anne Imhof
Anne Imhof (Giessen, 1978) è un'artista e coreografa tedesca.

## Biografia
Imhof ha vissuto i primi anni a Fulda. Successivamente ha ricevuto lezioni private di disegno da un insegnante di un collegio in Inghilterra. All'età di vent'anni si è trasferita a Francoforte diplomandosi nel 2012 alla Städelschule.

## Opere
L'opera di Imhof si sviluppa attraverso media differenti, dai più classici come il disegno, la pittura e la scultura, sino alla fotografia, alla musica e alla videoarte, organizzati in allestimenti complessi, spesso site-specific. Nel suo lavoro si avvale della collaborazione di altri artisti, tra i quali la fotografa tedesca Nadine Frazkowski, che ha documentato la sua opera sin dagli esordi, il compositore belga Billy Bultheel, con il quale ha prodotto le colonne sonore per alcune performance e l'artista statunitense Eliza Douglas, una costante protagonista delle sue opere. 
La pratica che contraddistingue principalmente la sua ricerca artistica è la performance art, nella quale confluiscono i molteplici aspetti della sua poetica. Le performance sono interpretate in modo corale, frequentemente a contatto col pubblico, avvalendosi di numerosi performer che agiscono in gruppo diretti da Imhof in azioni che spaziano dalla danza al teatro sperimentale, includendo forme estetiche tipiche della subcultura urbana come la rave o le varie declinazioni del metal, creando una mescolanza di stili ed influenze che, attivate dalle azioni performative, innescano una possibile riflessione sulla vita contemporanea, la solitudine, il controllo sociale e le dinamiche di potere, sempre in bilico tra tensione distruttiva e intima vulnerabilità.

## Accoglienza e riconoscimenti
Nel 2017 ha rappresentato la Germania alla 57ª Biennale di Venezia con il suo Faust, grazie al quale ha ottenuto il Leone d'Oro per la Migliore Partecipazione Nazionale. Anne Imhof è rappresentata dalle gallerie Buchholz e Sprüth Magers.

## Mostre

### 2015
- DEAL, MoMA PS1, New York[8]

### 2016
- Angst, Kunsthalle Basel, Basilea[9]
- Angst II, Hamburger Bahnhof, Berlino[10]

### 2017
- FAUST, Padiglione Germania, 57^ Biennale di Venezia, Venezia[11]

### 2019, 2021
- SEX, Tate Modern, Londra; Art Institute, Chicago; Castello di Rivoli, Torino[12]

### 2021
- Natures Mortes, Palais de Tokyo, Parigi[13]

### 2022
- YOUTH, Stedelijk Museum, Amsterdam[14]

### 2024
- WYWG, Kunsthaus Bregenz, Bregenz[15]

### 2025
- DOOM: House of Hope, Park Avenue Armory, New York[16]

## Pubblicazioni
- Faust, Walther König, 2017, ISBN 3960981708.
- Palais n° 31: Natures Mortes, Palais de Tokyo, 2021, ISBN 2847111344.
- SEX, Skira, 2024, ISBN 8857247546.
- Wish You Were Gay, Walther König, 2024, ISBN 375330638X.

## Discografia
- 2016 - Brand New Gods[17]
- 2019 - Faust[18]
- 2022 - SEX[19]